# Chiesa degli Angeli Custodi (Segonzano)
La chiesa degli Angeli Custodi è una chiesa sussidiaria a Valcava, frazione di Segonzano. La sua costruzione risale al XIX secolo.

## Storia

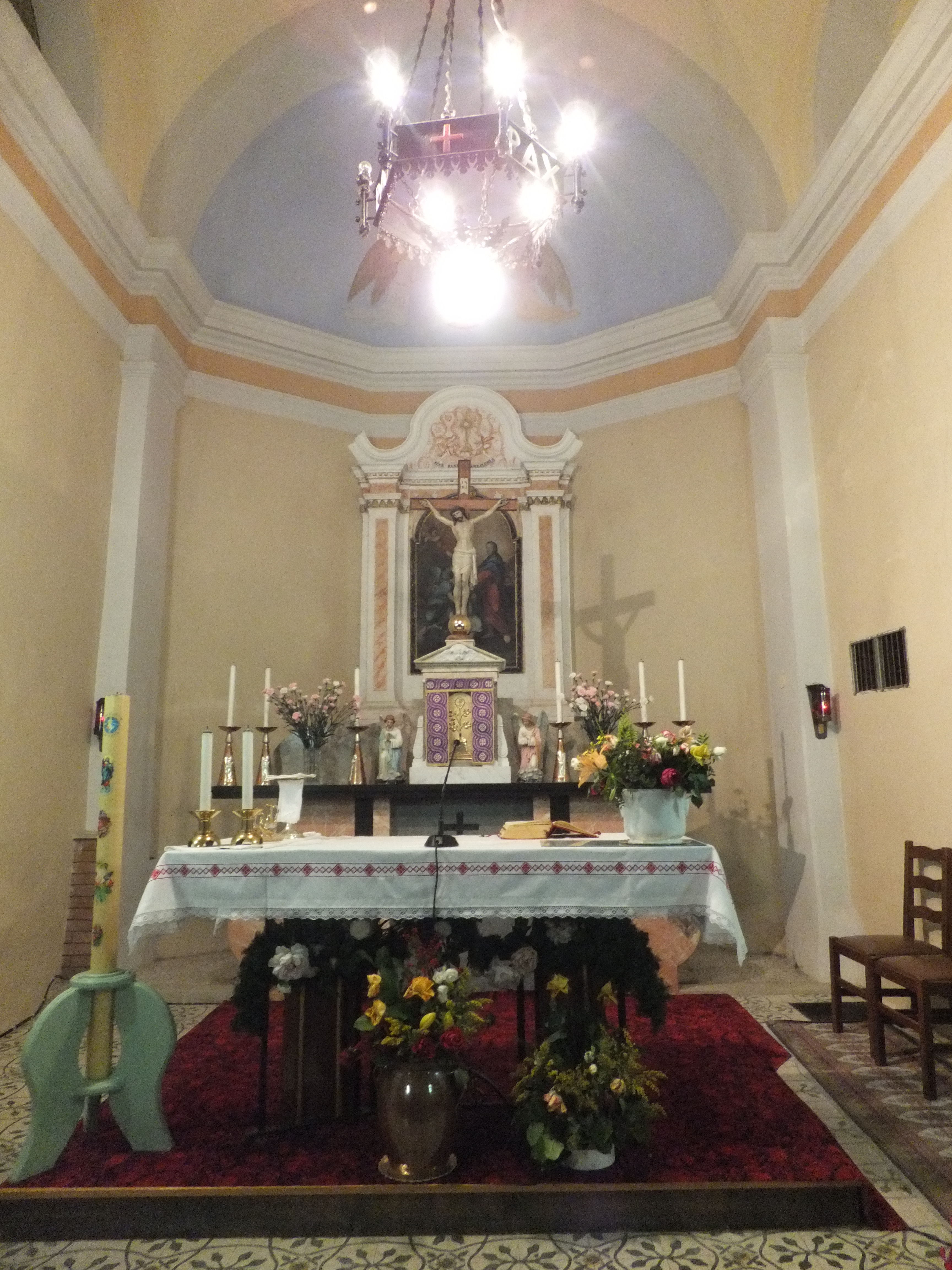
Interno della chiesa

La chiesa venne costruita intorno al 1845 sul luogo dove già sorgeva una preesistente cappella e benedetta il 2 settembre 1857; il campanile della chiesa, alto venti metri, venne completato successivamente, nel 1910-11.
Durante il XX secolo è stata decorata la zona absidale.

## Descrizione
L'orientamento della chiesa è verso nord.
La facciata dell'edificio si presenta a due spioventi col portale protetto da una piccola tettoia ed architravato. Ai lati del portale due finestre piccole e sopra una finestra di maggiori dimensioni a semiluna.
L'unica navata ed il presbiterio hanno a copertura una volta a botte.
All'esterno, sul lato est, c'è la sacrestia.
La torre campanaria è solida, posta ad ovest, ed è suddivisa su tre livelli. Quelli superiori sono leggermente ristretti e quello sulla cella campanaria, che porta anche la copertura, è ottagonale.
Le pareti esterne hanno tutte, in alto, una grande finestra a semiluna come la facciata, ad esclusione della parete absidale.